# Cochlostoma partioti
Cochlostoma partioti ist eine auf dem Land lebende Schneckenart aus der Familie der Walddeckelschnecken (Cochlostomatidae) in der Ordnung Architaenioglossa („Alt-Bandzüngler“).

## Merkmale
Das rechtsgewundene Gehäuse ist bis 11,6 mm hoch und bis 4,8 mm breit (9 bis 10 × 3,5 bis 4,5 mm: Kerney u. a., Welter Schultes). Es weist 8 bis 8,5 mäßig gerundete Windungen auf. Die ersten Windungen besitzen eine Außenkante, die aber durch die Naht völlig verdeckt ist. Die letzte Windung ist gerundet und nur sehr gering eingeschnürt. Die Skulptur der Oberfläche ist nur schwach ausgeprägt und nur unter dem Mikroskop sichtbar. Sie ist auf der ersten embryonalen Windung fein gekörnelt, die folgenden 1,5 Windungen zeigen sehr feine, dicht stehende Rippen. Auf den weiteren Windungen stehen die feinen Rippen sehr dicht (etwa 12 bis 13 Rippen pro Millimeter). Auf der Endwindung stehen sie noch enger zusammen; hier kommen bis zu 17 Rippen auf den Millimeter. Die Rippen sind an der Naht nicht verdickt.
Die Mündung ist eiförmig und am oberen Ende etwas gespitzt. Der Mundsaum ist verstärkt und in einen Kragen ausgezogen, jedoch ohne eine Auflagerung an der Innenseite. Der Mundsaum ist im Spindelbereich zu einem deutlichen Ohr ausgezogen, dagegen ist der Mundsaum im Parietalbereich weniger deutlich oder kaum „geöhrt“. Der Mundsaum ist auffallend weiß. Das Operkulum ist dünn, hornig und zeigt nur wenige Windungen. Es sitzt auf dem oberen Teil des Fußes umgeben von einem fleischigen Ring.
Das Gehäuse ist grau bis bräunlich-violett gefärbt. Unterhalb der Naht verläuft ein Band mit braunen Flecken. Ein weiteres Fleckenband sitzt oberhalb der Naht und verlagert sich auf der Endwindung zur äußeren Peripherie der Windung. Ein drittes braunes Band verläuft im Nabelbereich des Gehäuses. Die Intervalle zwischen den braunen Flecken werden durch hellere Partien der Rippen gebildet.
Der Weichkörper des Tieres ist grauweiß bis rötlich grau und mit feinen, unregelmäßigen schwarzen Flecken gesprenkelt. Der Weichkörper wird zur Unterseite hin etwas heller. Der Kopffuß ist recht kompakt und nur mäßig lang. Das schräg nach hinten unten getragene Gehäuse liegt auf dem Operkulum auf und überragt den Weichkörper um mehr als die Hälfte der Gesamtlänge des Gehäuses. Der Fuß ist von einer Randgrube knapp oberhalb dem Rand der Fußsohle umgeben. Die Schnauze ist nur mäßig in zwei Lappen unterteilt. Die zwei Fühler sind schlank und gewöhnlich etwas dunkler als der Körper. An der Basis der Fühler nach außen zeigend sitzt jeweils auf einer leichten Schwellung ein Auge. Der Buccalapparat enthält ein Paar Kiefer und die Radula. Die Radula ist etwa 100 μm breit und mehrere Millimeter lang. Jede Reihe besteht aus einem Zentralzahn, zwei Seitenzähne und zwei Randzähnen. Alle Zähne sind etwa gleich groß und gebogen-spatelförmig. Es kann noch ein zweites Paar Randzähne vorhanden sein, die aber stark reduziert sind. Die Tiere sind getrenntgeschlechtlich.
Der Genitaltrakt des Weibchens besteht aus den Eierstöcken in den oberen Windungen des Gehäuses, die durch einen dünnen Eileiter mit dem Uterus-/Vagina-Komplex verbunden ist. Kurz vor dem Eintritt in den Uterus bzw. Samenblase ist der Eileiter angeschwollen und bildet ein dichtes Knäuel. Er teilt sich dann in zwei Leiter, einer tritt in den Uterus ein, einer in die Samenblase. Die Samenblase liegt dem proximalen Teil des Uterus sehr dicht an. Der Eintritt in die Samenblase ist eher distal, nahe dem Uterus.
Der Genitaltrakt des Männchens liegen die hellorangefarbenen Geschlechtsdrüsen ebenfalls in den oberen Windungen des Gehäuses. Der dünne Samenleiter verläuft entlang der Spindel und tritt in die längliche, abgeflachte und am oberen Ende gerundete Prostata ein, die am hinteren Ende der Mantelhöhle sitzt. Die allmählich dünner werdende Prostata mündet auf der rechten Seite des Tieres hinter dem Auge in eine geschlossene Grube, von wo aus ein geschlossener Leiter zur Basis des Penis verläuft. Die Penis ist vergleichsweise groß mit einem internen Leiter, der zur Spitze des Penis führt. In Cochlostoma partioti ist der Penis sehr charakteristisch „schlüsselförmig“ geformt. Der Penis ist in der unteren Hälfte zylindrisch, flacht sich in der oberen Hälfte ab, wird breiter und läuft allmählich zur Spitze aus.

### Ähnliche Arten
Cochlostoma partioti und Cochlostoma crassilabrum wurden früher auch als Synonyme der Dunklen Walddeckelschnecke (Cochlostoma obscurum) behandelt. Cochlostoma partioti und Cochlostoma crassilabrum kommen jedoch sympatrisch vor und lassen sich selbst im Juvenilstadium gut unterscheiden. Cochlostoma partioti ist im Durchschnitt kleiner mit engeren Windungen. Die postembryonalen Windungen sind bei C. partioti sehr fein gerippt, bei C. crassilabrum grob berippt. Der Penis des Männchens ist bei C. partioti im distalen Bereich deutlich breiter. Auch die Häufigkeiten der Allele von LAP (Leucin-Aminopeptidase) und IDH (Isocitrat-Dehydrogenase) zeigen deutlich, dass die beiden Arten reproduktiv isoliert sind. Die kalkulierte genetische Distanz zwischen Cochlostoma partioti und Cochlostoma crassilabrum beträgt 0,45 bis 0,67 (vgl. genetische Distanz zwischen C. obscurum und C. crassilabrum 0,32 und 0,45).

## Geographische Verbreitung und Lebensraum
Das Verbreitungsgebiet der Art ist auf ein paar wenige Täler in den Zentral- und Westpyrenäen beschränkt: die Täler von Lourdes/Gavarnie (Département Hautes-Pyrénées), Gave d’Ossau (Département Pyrénées-Atlantiques) und das Tal des oberen Ara in der Provinz Huesca (Aragonien).
Die Tiere leben auf Kalkfelsen. Sie bevorzugen dabei die schattigen Oberflächen von Felsblöcken. Sie kommt von etwa 500 bis 1000 m über Meereshöhe vor.

## Taxonomie
Das Taxon wurde 1848 in der Arbeit „Miscellanées malacologiques“ von Alfred de Saint-Simon als Cyclostoma (Pomatias) partioti vorgeschlagen und Alfred Moquin-Tandon zugeschrieben. Die Art wird jedoch in der Literatur meist Alfred Saint-Simon allein zugeschrieben. Da Alfred Moquin-Tandon in der Arbeit von Saint-Simon dahingehend erwähnt wird, dass dieser die Anatomie des Tieres untersucht hat und diese Ergebnisse demnächst publizieren würde (was aber nicht geschehen ist), ist davon auszugehen, dass der Name und auch Informationen zur Beschreibung von Moquin-Tandon stammen. Warum sollte Alfred de Saint-Simon eine neue Art einem anderen Autor zuschreiben, wenn dieser nicht einen signifikanten Beitrag zur Entdeckung und Beschreibung geleistet hätte? Serge Gofas führt folgende Synonyme auf:
- Pomatias partioti var. crosseana Saint-Simon, 1867.
- Pomatias lapurdensis Fagot, 1880.
- Pomatias neglectus Fagot, 1891.
- Cochlostoma (Obscurella) loebbeckei Kobelt, 1902[3]

Das Taxon wurde nicht allgemein als eigenständige Art anerkannt. Anton Josef Wagner reduzierte 1897 das Taxon zu einer Varietät von Cochlostoma (Obscurella) obscurum (Draparnaud, 1805). Wilhelm Kobelt behandelte das Taxon als eigenständige Art und transferierte es erstmals zur Gattung bzw. Untergattung Cochlostoma (Obscurella). Raven (1990) synonymisierte das Taxon wiederum mit Cochlostoma obscurum. Andere Autoren verwechselten das Taxon auch mit Cochlostoma crassilabrum. Die Fauna Europaea führt das Taxon wieder als eigenständige Art unter Cochlostoma (Obscurella) partioti.

## Belege

### Online
- AnimalBase – Cochlostoma partioti (Saint-Simon, 1848)